# جوليا مكينيز
جوليا مكينيز (بالإنجليزية: Julia McKenzie)‏؛ مواليد 17 فبراير عام 1941،في ميدلسكس، إنجلترا، هي ممثلة إنجليزية بدأت مسيرتها الفنية عام 1966.

## وصلات خارجية
- جوليا مكينيز على موقع IMDb (الإنجليزية)
- جوليا مكينيز على موقع ألو سيني (الفرنسية)
- جوليا مكينيز على موقع ميوزك برينز (الإنجليزية)
- جوليا مكينيز على موقع أول موفي (الإنجليزية)
- جوليا مكينيز على موقع قاعدة بيانات برودواي على الإنترنت (الإنجليزية)
- جوليا مكينيز على موقع قاعدة بيانات الأفلام السويدية (السويدية)
- جوليا مكينيز على موقع ديسكوغز (الإنجليزية)
- جوليا مكينيز على موقع قاعدة بيانات الفيلم (الإنجليزية)
- جوليا مكينيز على موقع كينوبويسك (الروسية)